# Alojzy Jarguz
Alojzy Jarguz, ps. „Alek” (ur. 19 marca 1934 w Rogoźnie, zm. 22 kwietnia 2019 w Olsztynie) – polski sędzia piłkarski prowadzący spotkania ekstraklasy oraz rozgrywki UEFA i FIFA jako arbiter międzynarodowy (1975–1984), po zakończeniu kariery sędziego działacz piłkarski.
Pierwszy polski sędzia w finałach mistrzostw świata, w których jako arbiter główny poprowadził dwa, a jako liniowy – pięć spotkań. Przez kilkanaście lat sędziował mecze I ligi polskiej i Pucharu Polski.

## Kariera sędziowska
Pierwszy mecz piłkarski w swoim życiu Jarguz poprowadził w 1958 (Cresovia Górowo Iławeckie – Polonia Lidzbark). W 1963 zdał egzaminy na arbitra II ligi. Sędziował na tym poziomie przez rok, po czym został arbitrem pierwszoligowym. W latach 70 XX w. stał się czołowym polskim sędzią piłki nożnej. W 1975 uzyskał status sędziego międzynarodowego. W rozgrywkach międzypaństwowych zadebiutował prowadząc mecz drugich reprezentacji Francji i Rumunii. Trzy lata później był jednym z sędziów wyznaczonych na odbywający się w Polsce Turniej Juniorów UEFA 1978.
Jako pierwszy polski sędzia w historii został wyznaczony na prowadzenie spotkań podczas mistrzostw świata. Na mundialu w Argentynie w 1978 prowadził jako sędzia główny mecz pierwszej rundy Peru – Iran (4:1), a także dwa jako liniowy: Szwecja – Brazylia (1:1) w pierwszej rundzie i Austria – Niemcy (3:2) w drugiej rundzie. Cztery lata później na MŚ w Hiszpanii prowadził jako główny decydujący o awansie do półfinału mecz drugiej rundy Francja – Irlandia Północna (4:1), natomiast jako liniowy spotkania pierwszej rundy: Belgia – Argentyna (1:0, mecz otwarcia mundialu), Belgia – Salwador (1:0) i ZSRR – Szkocja (2:2). Podczas meczu Belgii z Argentyną podjął kontrowersyjną decyzję o niezasygnalizowaniu pozycji spalonej przy jedynej bramce. Arbiter główny Vojtěch Christov miał o to do niego duże pretensje, lecz po spotkaniu Jarguz otrzymał gratulacje od sekretarza generalnego FIFA Seppa Blattera za podjęcie prawidłowej decyzji. Sytuację tę prezentowano później na szkoleniach sędziowskich jako wzorowe zachowanie arbitra.
W eliminacjach do mistrzostw świata prowadził trzy spotkania (dwa w el. MŚ 1978 i jeden w el. MŚ 1982), podobnie jak w eliminacjach mistrzostw Europy (dwa w el. ME 1980 i jeden w el. ME 1984). Był ponadto sędzią podczas dwóch edycji mistrzostw świata U-20 (1979 i 1981) oraz jednorazowo w eliminacjach igrzysk olimpijskich 1980, prowadził mecze Pucharu Europy (cztery, w tym półfinał w 1979), Pucharu Zdobywców Pucharów (osiem, w tym półfinał w 1983 oraz trzykrotnie ćwierćfinał) i Pucharu UEFA (siedem, w tym ćwierćfinał w 1983).
W kwietniu 1977 podczas eliminacyjnego meczu MŚ Austria – Malta (9:0) został opluty przez zawodnika gości.
W całej swojej karierze poprowadził ponad 1200 spotkań. Trzykrotnie sędziował finał Pucharu Polski (1976, 1979, 1981). Przez trzy miesiące gwizdał też mecze ligi Zjednoczonych Emiratów Arabskich oraz szkolił miejscowych arbitrów, gościnnie pracował też przy Pucharze Szacha Iranu.
Karierę sędziego zakończył w 1984. Przed eliminacyjnym meczem mistrzostw świata 1986 drużyn Polski i Grecji rozegranym w Zabrzu w październiku 1984 odbyło się uroczyste zakończenie jego przygody z sędziowaniem. Wręczono mu wówczas Kryształowy Gwizdek.

## Kariera działacza
Jarguz po zakończeniu kariery arbitra pracował w Polskim Związku Piłki Nożnej jako wiceprzewodniczący Kolegium Sędziów oraz obserwator i kwalifikator sędziowski. Wywoływał kontrowersje wśród kibiców i dziennikarzy przyznając wysokie noty arbitrom, którzy zdaniem innych słabo prowadzili mecze (m.in. w finale Pucharu Polski 1997/1998 Amica Wronki – Aluminium Konin (5:3 po dogr.)). W związku z oskarżeniami wygrał trzy procesy o zniesławienie (m.in. z Ryszardem Niemcem). Prócz PZPN, działał również w Warmińsko-Mazurskim Związku Piłki Nożnej, gdzie w latach 2010–2012 był przewodniczącym Kolegium Sędziów. Od 2012 zasiadał w Związkowej Komisji Odwoławczej WMZPN. W 2005 wręczono mu Diamentową Odznakę PZPN. Później otrzymał też pamiątkową paterę od Klubu Seniora PZPN, którego był członkiem.
W drugiej połowie lat 80 XX w. był dyrektorem ds. piłki nożnej w Zagłębiu Lubin.
Gdy na początku XXI wieku upadał Stomil Olsztyn Jarguz został założycielem i do 2004 pierwszym prezesem powstałego w miejsce Stomilu stowarzyszenia OKP Warmia i Mazury Olsztyn. Później, po zmianie nazwy był też członkiem zarządu OKS 1945 Olsztyn. Otrzymał ponadto tytuł honorowego prezesa Stomilu.
Był też prezesem Mazurskiego Klubu Żeglarskiego Mikołajki, którego zawodnicy osiągali liczne sukcesy krajowe i międzynarodowe.

## Życie prywatne
Był najstarszym spośród sześciorga rodzeństwa. Jego ojciec w 1939 został członkiem Armii „Poznań”. W czasie niemieckiej okupacji Alojzy pracował w rodzinnym Rogoźnie jako pastuch u niemieckiej osadniczki, a po wojnie w rozlewni oranżady. W młodości grał w piłkę nożną i uprawiał lekkoatletykę, był zawodnikiem Wełny Rogoźno. Przez jakiś czas uczył się i mieszkał w Pile. Śpiewał ponadto w chórze kościelnym i służył jako ministrant.
Do 1969 był zawodowym wojskowym. Służąc w Bartoszycach w tamtejszym I pułku artylerii I Dywizji im. Tadeusza Kościuszki był oficerem wychowania fizycznego, a później, ze względu na redukcję etatów, dostał posadę kierownika klubu żołnierskiego Casablanka w Olsztynie. Po odejściu z armii zatrudnił się w zakładzie opon samochodowych OZOS na stanowisku kierownika przystani przy Jeziorze Krzywym, którą zbudował. Przez 30 kolejnych lat pracował jako kierownik ośrodka wczasowo-wypoczynkowego Stomilu Olsztyn w Mikołajkach. Był członkiem Polskiej Zjednoczonej Partii Robotniczej.
Był nałogowym palaczem. W 1996 zachorował na nowotwór złośliwy krtani. Nie zgodził się na wycięcie jej oraz strun głosowych. Krtań lub tchawica została operacyjnie skrócona, a nowotwór wyleczony w 2003. Do 2017 Jarguz przeszedł łącznie około dwudziestu operacji. W 2002 ukazała się poświęcona mu książka Z gwizdkiem przez świat autorstwa Marka Dabkusa i Janusza Poryckiego. Jarguz był dwukrotnie żonaty, jego druga małżonka miała na imię Irena. Z pierwszą rozstał się po 16 latach, miał z nią dwoje dzieci. Jego wnuk Paweł również został sędzią piłkarskim.
Zmarł 22 kwietnia 2019 w wieku 85 lat.